# Korallrevsnemertin
Korallrevsnemertin (Tetrastemma lophoheliae) är en djurart som tillhör fylumet slemmaskar, och som beskrevs av Bergendal 1903. Enligt Catalogue of Life ingår Korallrevsnemertin i släktet Tetrastemma och familjen Tetrastemmatidae, men enligt Dyntaxa är tillhörigheten istället släktet Tetrastemma, och ordningen Hoplonemertea. Arten är reproducerande i Sverige. Inga underarter finns listade i Catalogue of Life.